# Любошиц, Анна Сауловна
Анна Сауловна Любошиц (при рождении Ха́на Ше́велевна Любошиц; 1887—1975) — русская и советская виолончелистка, заслуженная артистка РСФСР (1933); участница трио вместе с сестрой Леей (скрипка) и братом Петром (фортепьяно).

## Биография
Родилась 13 июля (25 июля по новому стилю) 1887 года в Одессе в семье минского мещанина Шевеля Шмуиловича Любошица и Хаи-Гитл (Екатерины) Кацман, отец был скрипачом.
В детстве училась игре на виолончели под руководством отца. В 1903 году окончила Одесское музыкальное училище по классу виолончели у О. А. Вульфиуса. Затем училась в Московской консерватории у А. Э. Глена (виолончель) и Д. Н. Вейса (фортепиано), окончив её с золотой медалью в 1908 году.
До Октябрьской революции концертировала по России и за границей. В 1920—1930 годах гастролировала по СССР. Также выступала на радио. В 1931—1939 годах Анна Любошиц — солистка Московской филармонии.
Умерла 20 февраля 1975 года в Москве. Похоронена в колумбарии Новодевичьего кладбища (секция 118-1-3) вместе с мужем и дочерью.

### Семья
- Муж — Николай Адольфович Шерешевский, советский учёный-медик, эндокринолог и терапевт.
  - Дочь — Надежда Николаевна Шерешевская (1915—1998), филолог, преподаватель английского языка.
    - Внук — Владимир Петрович Пугачевич (род. 1947), химик.
- Сестра — Лея (Лия) Сауловна Любошиц (англ. Lea Luboschitz, 12 февраля 1885 — 1965)[6], русско-американская скрипачка (в США с 1925 года).
- Брат — Пётр Саулович (Пинхас Шевелевич) Любошиц (англ. Pierre Luboschitz, 17 июня 1890 — 1971)[5], русско-американский пианист.